# Orihime Inoue
Orihime Inoue (en japonés: 井上 織姫, Inoue Orihime)  es un personaje de la serie de manga Bleach, creada por Tite Kubo. Como muchos de sus amigos, desarrolla rápidamente poderes espirituales después de que Ichigo Kurosaki se convirtiera en shinigami. A lo largo de la serie, Orihime aprende sobre el deber de Ichigo y decide acompañarlo cuando va a la Sociedad de Almas para salvar a Rukia Kuchiki, y finalmente terminó siendo su esposa y madre de Kazui Kurosaki.
Además del manga y anime, Orihime también ha aparecido en otros medios de la franquicia Bleach, incluyendo películas, videojuegos y musicales de rock. Ella es interpretada por Yuki Matsuoka en japonés. En el doblaje en inglés, ella es expresada por Stephanie Sheh, en español de España, Belén Roca y en español de Hispanoamérica, Claudia Motta.

## Creación y concepto
Junto con Ichigo Kurosaki, Orihime tiene la cara más difícil de dibujar según Tite Kubo. Debido a su importancia en el manga, Kubo quería más práctica dibujándola para que fuera más fácil hacerlo. Ella se convierte en la protagonista femenina después de la segunda temporada de anime/manga, aumentando la importancia de su personaje después de que regresara de la Sociedad de Almas.

## Apariencia
Orihime es una chica de gran belleza, posee ojos color marrón claro (grisáceos en el anime), y pelo anaranjado. Su peinado se ha modificado ligeramente a lo largo de la serie, al llevar el cabello al comienzo un poco más corto y con un flequillo que le cubría buena parte de la frente, mientras que en la actualidad lo lleva recogido tras las orejas. Excepto cuando duerme, Orihime siempre luce dos horquillas azules con la forma de una flor de seis pétalos, una a cada lado de la cabeza, en recuerdo de su difunto hermano mayor Sora Inoue, y que tienen un enorme valor sentimental para ella. Al contrario que sus otras compañeras de clase, Orihime está particularmente desarrollada para su edad, siendo un motivo de bromas en algunos capítulos de la serie por su mejor amiga Tatsuki debido al gran tamaño de sus pechos y siendo (en el manga) constantemente manoseada por su compañera Chizuru Honshō generando situaciones cómicas.
En su día a día en el instituto, Orihime viste con una camisa blanca, una chaqueta y minifalda de color gris con un suéter de color amarillo y un lazo rojo en el cuello. Fuera del horario de clase, Orihime suele llevar ropa más cómoda, como por ejemplo la camiseta rosa oscuro y los pantalones de tonalidad malva-grisácea con una franja roja a los lados que lució durante su primera visita a la Sociedad de Almas. Durante el periplo en la Sociedad de Almas, Orihime llegó a vestir con las prendas tradicionales de un Shinigami así como el uniforme de los Arrancar que en su caso consiste en un vestido blanco de bordes negros, hombreras abultadas y una capa que se extiende a lo largo de sus rodillas.
Durante la saga del Agente Perdido, Orihime luce el cabello con un toque ondulado hacia atrás teníendolo más largo hacia adelante. Más luego, se muestra que Orihime usa sus horquillas como solapa en su chaqueta en lugar de sostenerle el cabello. Así mismo su uniforme escolar sufre una ligera modificación al agregar el uso de medias largas de color blanco hasta la altura de los muslos.
En la Saga de la Guerra Sangrienta de los Mil Años, Orihime viste un atuendo marcadamente similar a sus ropas durante la saga Arrancar. Con la ligera diferencia de que este atuendo tiene un pronunciado escote y así mismo, el cuello y las mangas son de color azul y en la parte superior lleva un broche similar a las horquillas pero de menor tamaño; y las horquillas ahora son más grandes y están situadas paralelamente a los lados de su cabeza. En su adultez, Orihime tiene el cabello recogido en una larga cola de caballo y su fleco está dividido por dos largos mechones a ambos lados de la cara.

## Personalidad
Desde el momento de su presentación, Orihime se mostró como una persona amable, simpática y sensible a la vez ingenua y muy soñadora. Confía rápidamente en las otras personas y siempre hace gala de una excelente educación, refiriéndose a todos los que se encuentran alrededor suyo con diferentes sufijos formales (-chan, -kun o -san, dependiendo de la persona a la que aluda). Se distrae con una facilidad pasmosa y pierde el hilo de sus pensamientos con rapidez, lo que aumenta más si cabe su fama de tener la cabeza a pájaros y estar algo ausente buena parte del tiempo. De hecho, sin desearlo ni pensarlo previamente, Orihime tiene la particular tendencia a meterse en situaciones peligrosas, a causa de lo soñadora que es y su naturaleza despreocupada. También es recurrente en ella preparar comidas extrañas y comer en reiteradas ocasiones.
A medida que va adquiriendo importancia en la serie, Orihime se convierte en un personaje cada vez más complejo, en ocasiones abandonando casi por completo algunos retazos de su personalidad pasada, según va madurando ella misma y pasa a tomar parte de situaciones de mayor seriedad y dramatismo. Aunque no lo parezca a primera vista, Orihime es muy perceptiva a los cambios que se producen en sus seres queridos, por sutiles que sean. También se preocupa enormemente por el bienestar de sus amigos, que antepone al suyo propio llegando a forzarse a sí misma tanto en cuerpo como en alma con tal de que los demás dejen de resultar heridos o pasarlo mal, inculpándose de la situación. De hecho, Orihime tiene poca estima a sí misma ya que se considera una carga para sus amigos en las aventuras que viven, llegando al extremo de convencerse de que lo mejor que puede hacer es abandonar toda su vida anterior, con tal de que las personas a las que quiere no sufran más, aunque actualmente ella ha demostrado tener una enorme fuerza de voluntad así como un gran poder.

## Historia
Orihime vive sola en la ciudad Karakura. Antes tuvo un hermano mayor llamado Sora que falleció en un accidente de tráfico. Orihime y Sora, su hermano, crecieron en un ambiente disfuncional: tuvieron unos padres (una madre que era prostituta y un padre sumergido en el alcoholismo según palabras de su hermano mayor al regresar al mundo como un Hollow llamado Acidwire) que siempre discutían y los maltrataban, motivo por el cual Sora ocultaba a Orihime y la cuidaba más como una hija que una hermana. Se desconoce si sus padres siguen con vida, por el momento Orihime vive gracias al apoyo de unos parientes.
Cuando Sora tenía 18 años y Orihime apenas 3 años, se escaparon de la casa. A partir de allí, él se convirtió literal y prácticamente en la figura paterna de Orihime, cuidándola y manteniendo la casa también. Cumplidos los seis años, Orihime sufría constantes burlas metódicas de parte de otros estudiantes de su escuela por el color inusual de su cabello, el cual mantenía muy largo, y en uno de esos abusos se lo cortaron, y para ocultárselo a su hermano le dijo que se lo había cortado ella, cosa que le apenó mucho porque a él le gustaba acariciarlo.
Un día cuando Orihime apenas tenía 9 años, Sora le regaló unas pinzas para el cabello; sin embargo, Orihime se molestó diciendo que eran muy infantiles y discutiría con él de manera dura. Esa misma noche la vida de Orihime cambió para siempre, puesto que Sora es atropellado por un auto y finalmente muere en la clínica de Karakura. Con el duro golpe que para ella supuso la muerte de Sora, Orihime en su recuerdo se dejaría crecer nuevamente su cabello y lo peinaría invariablemente con las pinzas que regaló su hermano, lamentándose el no haber podido despedirse de él ese día. Es en este tiempo cuando conoce a Tatsuki, quien la protegió de las burlas. A partir de aquí, Orihime y Tatsuki se convirtieron en amigas dejándose la primera crecer su cabello como símbolo de su amistad.

## Sinopsis

### Shinigami Sustituto
Como a casi todos los amigos de Ichigo, Orihime obtiene sus poderes después que Ichigo se convirtiera en shinigami. A raíz de un incidente con el espíritu de su difunto hermano Sora, que había sido transformado en un hollow llamado Acidwire contra su voluntad por órdenes del Grand Fisher (en el anime) y contra el cual Ichigo decidió protegerla. Gracias al incidente, obtiene la capacidad para ver espíritus. Esto ocurrió debido a que el poco poder que ella poseía entonces se vio influenciado y nutrido por el de Ichigo, generando posteriormente las poderosas técnicas que ahora posee.
Estos poderes se re-afirman cuando su escuela es atacada por un hollow llamado Numb Chandelier, que usa sus semillas para controlar a los estudiantes, que casi la matan a ella y a su amiga Tatsuki. Queriendo salvar a Tatsuki cuando ésta permanecía malherida, Orihime hace que sus poderes despierten de forma involuntaria. Los poderes de Orihime se personifican en los Shun Shun Rikka (las Seis Flores del Escudo de Hibiscus), que son seis pequeños seres alados. Todos ellos tienen nombre de flor, y aparecen a partir del par de pasadores para el cabello con forma de flores de seis pétalos, que le regalo su hermano Sora y que siempre lleva. Estos poderes que posee Orihime son ajenos tanto a shinigamis como a quincys, y se creía que eran de Fullbringer, pero actualmente se ha descubierto que son algo nunca antes visto.
Aunque al comienzo es débil y poco diestra en el uso de sus poderes, recibe entrenamiento inicialmente de Yoruichi, con quien aprende a controlar sus poderes. Luego se va a la Sociedad de Almas junto con Ichigo y sus amigos para rescatar a Rukia Kuchiki, quien había sido sentenciada a muerte. Dentro de la Sociedad de Almas tiene poca participación en las batallas ya que sus poderes todavía son débiles y destacan más sus habilidades defensivas y curativas que de pelea. Sin embargo, ayuda a curar a sus amigos y a los capitanes de las heridas.

### Los Bounds (solo Anime)
Durante la aparición de los Bounds, Orihime es secuestrada por Kisuke Urahara para probar las habilidades de Ichigo. Después se le asigna un alma modificada llamado Kurodou para detectar más fácilmente a los bounds. Orihime participa en algunas batallas contra los bound y es quien rescata a Rukia cuando fue controlada por los Bounds y obligada a atacar a sus amigos.

### Hueco Mundo
Orihime va a la Sociedad de Almas a entrenar con Rukia con el deseo de luchar junto a sus amigos, en lugar de tener que depender de ellos. En el camino de vuelta al mundo humano, se encuentra con Ulquiorra Cifer, un arrancar enviado por Sōsuke Aizen. Ulquiorra le dice que debe ir al hueco mundo con él, bajo la amenaza de matar a Ichigo y sus amigos si no obedecía; pero antes le da 12 horas para despedirse de solo una persona. Orihime visitará a Ichigo y curará su heridas, no siendo capaz de besarle en el último momento.
Estando en Las Noches, Aizen le dice que demuestre sus habilidades, lo que ella hace, regenerando en un instante el brazo del arrancar Grimmjow, que había sido amputado y quemado por Tōsen Kaname. Después que Ichigo y los demás supieran que Orihime se fue a Hueco Mundo, deciden ir a rescatarla. Mientras tanto, Aizen le muestra el Hōgyoku como muestra de confianza. Orihime, quien sabe que sus poderes manejan el tiempo y el espacio gracias a las explicaciones dadas por el mismo Aizen, decide destruir el Hōgyoku haciendo que vuelva a su estado antes de existir, para así hacerlo desaparecer definitivamente. Para lograr sus objetivos, debe quedarse más tiempo en Hueco Mundo.
Después de la llegada de Ichigo y los demás para rescatarla, Orihime es llevada por Grimmjow hasta Ichigo, quien había sido asesinado por Ulquiorra. Grimmjow logra detener a Ulquiorra tras encerrarlo dentro de un objeto llamado Caja Negación e incita a Orihime que reviva a Ichigo ya que desea una pelea justa contra él. Orihime desiste al principio pero luego acepta. Orihime, junto con Nelliel Tu Odderswank, ve toda la batalla de Ichigo contra Grimmjow y llega a asustarse al ver cuando ichigo usa su Máscara Visored, al notar el parecido que tienen con los de su hermano, Sora, cuando se convirtió en hollow; le surge miedo que Ichigo pierda el control y se vuelva hollow también(miedo que luego se vuelve realidad en la batalla que este luego tiene contra Ulquiorra en la cual ichigo es brutalmente asesinado pero revive al escuchar el llanto de orihime y recordar la promesa que le hizo a ella de protegerla siempre). Pero después de unas palabras de Nel, Orihime recapacita y alienta a Ichigo el cual vence a Grimmjow de un solo golpe luego de decir lo siento Grimmjow pero no puedo dejar que me hagas otra herida.
Ichigo gana la batalla pero está seriamente herido por el gran poder de Grimmjow. Justo en este momento llega Nnoitra Jiruga, quien ataca a Ichigo provocando que Nell tome su forma adulta para protegerlo. La transformación dura poco tiempo y Nell regresa a ser una niña por lo que Nnoitra y su fracción Tesla atacan otra vez a Ichigo y cuando está a punto de matarlo aparece Zaraki Kenpachi y lo salva. Un herido Ichigo le pide a Orihime que cure primero a Nel en vez de él. Orihime acepta.
Orihime sufrió una enorme cantidad de heridas tanto físicas como psicológicas en Hueco Mundo, mayormente al ser torturada por las sirvientes de Aizen, quienes creían que Aizen quería volverla su mujer, cosa que no era cierto, también por parte de Nnoitra quien la obligó a ver como uno de sus secuaces rompía los huesos de un Ichigo malherido y lo golpeaba casi hasta matarlo, también al ver como Ichigo era asesinado por Ulquiorra en dos ocasiones, en la última mientras ella lloraba y llamaba a Ichigo quien yacía muerto a sus pies con un agujero en el pecho que ella no podía curar, ya que estaba agotada tanto física como emocionalmente pero finalmente su voz alcanza el alma de Ichigo haciendo que el vuelva a la vida como Vasto Lorde y ataque no solo a Ulquiorra a quien mata en un combate, sino también a Ishida al cual atraviesa con su espada y casi mata, Ichigo en ese estado solo decía: Voy a protegerla refiriéndose a Orihime y recordando la promesa que le había hecho a ella, luego Ichigo vuelve a la normalidad y no recuerda nada justo antes de que Ulquiorra se desvaneciera en el aire ya que casi se había desintegrado, ni siquiera recordaba haber atacado a Uryuu, él dice que solo pensaba en derrotar a Ulquiorra y proteger a Orihime, luego Orihime cura a Uryuu quien estaba muy malherido.

### La batalla por Karakura
Posterior a eso, Starrk llega sorpresivamente y se lleva a Orihime a la quinta torre del palacio Las Noches, ya que el plan de Aizen era usarla como carnada para atraer a varios Shinigamis y Ryoka a Hueco Mundo, encerrándolos en esta dimensión a través de las Gargantas.
Aizen, sus secuaces y los Espadas que sobrevivían huyen de Hueco Mundo hacia Karakura, dejándola sola con un emergente Ulquiorra Cifer, a quien Aizen ordenara la protección de las noches. Mientras estaban en la torre, Ulquiorra le pregunta a Orihime si está asustada al saber que va a morir, a lo que Orihime responde tranquilamente que no lo está ya que tiene una fe enorme en los amigos que vinieron para salvarla, esta conversación es tomada como algo para menospreciar por parte de Ulquiorra, en ese momento Ichigo llega a la torre.
Luego de un cruce de palabras, Ulquiorra aclara a Ichigo que dejará vivir a Orihime porque Aizen no le ha ordenado matarla. Ulquiorra saca su Zanpakutou y se dispone a pelear con el shinigami sustituto. En medio de la pelea Orihime llega incluso a intervenir para ayudar a Ichigo, usando el Shun-Shun Rikka para defenderlo de un ataque que no pudo evadir. En ese momento Loly y Menoli se disponen a seguir hostigando a Orihime cuando Yammy interviene matando a ambas (a pesar de que Loly activara su resurrección), Ishida interviene ayudando a Orihime y llevándosela lejos del lugar.
En ese momento Ichigo libera su forma Visored, teniendo una clara ventaja. Luego que Ichigo y Ulquiorra salieran de las noches, Orihime pide Ishida que la lleve a la cúpula de las noches, arribando justo en el momento en que Ulquiorra atraviesa a Ichigo con un "Cero Oscuras"; por lo que Orihime trata de llegar a Ichigo para poder curarlo, pero es retenida por un imperturbable Ulquiorra; es así que Ishida se decide a atacar a Ulquiorra, logrando con esto que Orihime pueda llegar ante Ichigo para tratar de curarlo, sin embargo al darse cuenta de que ichigo había muerto comienza a desesperarse.
Luego ve que Ishida acaba de perder la mano izquierda tratando de frenar un golpe del arrancar, por lo que llena de angustia y envuelta en un mar de lágrimas pide ayuda en un frenético grito a Ichigo, es así que Kurosaki reacciona y en su afán por proteger a Orihime de cualquier peligro comienza a levantarse, adquiriendo la forma de un Hollow, de forma que una asombrada Inoue no puede creer que Ichigo sea ahora eso.
La batalla entre el Cuarto Espada e Ichigo comienza de nueva cuenta, en donde este último lleva una clara ventaja, demostrando una superioridad abrumadora, es así que Inoue permanece a la expectativa; Ichigo repele, incluso con las manos, los ataques de Ulquiorra y con un golpe fulminante de Tensa Zangetsu acaba de una vez por todas con su rival, por lo que se dispone a rematarlo con un Cero.
Sin embargo el Espada conserva la mitad de su cuerpo, a lo que un inconsciente Ichigo reacciona acercándose para cercenarlo; no obstante, Ishida trata de detener a Kurosaki, pero éste no es consciente de sus actos y atraviesa al quincy con su Tensa Zangetsu, Orihime también pide que se detenga, pero Ichigo solo musita que su deber es proteger a Inoue y se aproxima a Uryu para rematarlo con un Cero. Justo antes de conseguir su objetivo, un regenerado Ulquiorra se cruza en su camino para frenar con su Lanza Relámpago, el ataque, cortándole uno de los cuernos de su nueva transformación en Hollow.
Al caer la máscara de Hollow, Ichigo recupera su forma humana, y se recupera de las heridas causadas por Ulquiorra. Éste ha perdido su brazo y su pierna con el último golpe de Kurosaki, quien perdió la conciencia de todo lo que hizo bajo su estado Hollow.
Ulquiorra le pide que acabe con él, antes que termine de regenerarse, a lo que Ichigo se niega pues no quería ganar de esa forma, pero Ulquiorra está demasiado herido y literalmente se hace polvo, como última frase le dice "finalmente empecé a encontrarlos interesantes". Poco antes de morir mira a Orihime, extiende su mano y le pregunta "¿me tienes miedo, mujer?" a lo que Inoue contesta "no estoy asustada", Ulquiorra responde "ya veo..." y entonces desaparece volviéndose polvo.
Orihime vuelve a aparecer en Karakura cuando ya todo ha acabado y se le acerca a Ichigo preguntándose si era realmente él ( por el cabello largo que tenía). En ese momento Ichigo se desmaya del dolor que sentía al perder los poderes. Cuando Ichigo despierta, ella junto con los demás estaban mirándolo y casi se pone a llorar por lo preocupada que estaba mientras que Al final, Rukia se despide de todos con mucha tristeza por no poderles ayudar, deseándoles lo mejor.

### Saga del Agente Perdido
Orihime estaba en el colegio, en el segundo piso, siendo admirada por todos los alumnos que la veían pasar cuando ve a Ichigo y Tatsuki, se desliza congiéndose por un conducto conectado a la pared para dirigirse hacia ellos. Orihime se puso a hablar sobre su canción durante un rato. En eso Tatsuki se tiene que ir pero le recuerda que debe ir a su trabajo.
Después Orihime se encuentra con Ishida y le pregunta si es verdad que Ichigo ha sido raptado, Ishida le afirma y ella decidida piensa en ir a salvarlo. Pero Ishida la detiene automáticamente y le dice que solo es su jefa quien se lo llevó, ella pregunta si era una persona rara y él le dice que Ichigo siempre está rodeado de personas raras a lo que Orihime responde graciosamente que si es así, entonces ellos también son gente rara dejando a Ishida confundido. Orihime le dice en eso que siente una extraña atmósfera alrededor de Ichigo y le pregunta si también lo ha sentido, pero Ishida le miente diciéndole que él no se ha percatado de nada.
Orihime va a la Clínica Kurosaki, donde saluda a Ichigo y le ofreció un pan barato que había traído de su trabajo. Ichigo la lleva a su habitación, donde ambos se ponen nerviosos por estar solos en la habitación. A medida que la conversación surge, Orihime le pregunta si le había pasado algo o si lo estaban siguiendo, diciendo que su intuición le llevó a creer que algo le pasaba a Ichigo. Después de que Ichigo lo niega, Oihime le dice que su intuición era errónea y que permitió que a su intuición consiguiera su preocupación, aunque en realidad Orihime tenía razón y alguien estaba siguiendo a Ichigo.
En su apartamento, Orihime toma nota de que su cara esta roja y expresa su sorpresa de que Ichigo había invitado a su interior, idealizando lo que realmente ocurrió. Ella dice que Ichigo es tan bueno por acompañarla a ella a casa que en broma le ofrece su pan favorito. Dando vueltas en su apartamento ella se marea y cae, golpeando una imagen de Sora. Ella toma la foto, la coloca en el altar y se disculpa. mientras ella piensa que es lo que ichigo le está ocultando Su teléfono suena, sorprendiéndola. Ella contesta, descubriendo que es Ishida. Ichigo llega al Hospital Karakura encontrando que Orihime ya está ahí. Le pregunta sobre Sado(Chad) a Orihime, pero esta dice que él no contesta su teléfono, Uryū dice que ella está tomando las cosas muy en serio. Después de hablar con Ryūken el padre de ishida acerca de sus heridas, Uryū les dice que no puede decirles nada, y les pide ir a casa. Cuando Ichigo ofrece a caminar a casa de Orihime, pero Ryūken interviene diciéndole que el la va llevar a su casa. Ichigo se demuestra nervioso y decepcionado, sin embargo acepta y se va. Cuando Ichigo se va Ryūken le informa a Orihime que examinó el reiatsu de la herida izquierda en Uryū. Él revela que el atacante no era un hueco o shinigami, sino que era algo que no había encontrado antes. Su teoría es que el agresor era un humano con poderes, similares a Orihime y Sado. Tomando nota de que Quincy generalmente entran en esta categoría, le advierte que ella o Sado podría estar en peligro. Luego le dice que va a llevarla a casa ahora.
En la escuela al día siguiente, Orihime le pide a Ichigo si sabe algo acerca de la condición de Sado. Ichigo se pregunta si está enfermo. Orihime le dice que ella fue a su clase para informarle acerca de lo que había sucedido a Uryū, pero parece que Sado no ha estado en la escuela últimamente. Ella le dice que ella estaba planeando tener un encuentro en la casa de Sado después de la escuela e invita a Ichigo, quien rechaza. Ella le dice que en un plazo corto le permitirá saber la condición de Sado. Ichigo le agradece y se va. En casa de Sado, Orihime considera que Sado no está y recuerda la alerta de Ryūken, pero descarta rápidamente tales pensamientos negativos y deja un poco de pan y reza por él. Después de lo ocurrido por Ichigo, se ve a Orihime yendo a su casa, mientras saca su llave para ponerla a la cerradura piensa en porque Ichigo y Sado no han ido a clases, pero recuerda que el pan que le dejó a Chad desapareció, por lo que supone que este regresa de vez en cuando a su casa, pero en ese momento, inesperadamente alguien le grita "hola" causando que ella se asuste, el hombre que grito se presenta ante Orihime diciendo ser Shigawara de la escuela secundaria Miyashita para después preguntarle "¿TE IMPORTARIA MORIR?"
Shishigawara esta nervioso por el próximo objetivo(Inoue) ya que según el ella es Hermosa y perfecta, hasta el punto que se arroja afuera impactado por se belleza. Orihime le pregunta si está bien, sin embargo este no responde porque sigue embobado. Después de una plática, Shishigawara dice que viene a asesinarla tal como hizo con el cuatro ojos(refiriéndose a Ishida). Orihime se enoja cuando se entera de que él fue el que atacó a Uryu y Shishigawara toma nota de que el aire de Inoue ha cambiado. Sin embargo, Tsukishima aparece detrás de ella y tanto Shishigawara como Inoue se sorprenden.
Mientras tanto, Orihime y Shishigawara se llevan una gran sorpresa que Tsukishima había llegado, él se presenta a Orihime pero Shishigawara no permite que Tsukishima ataque a Orihime ya que no era necesario hacerlo y Shishigawara tenía confianza y respeto por lo que no perimitiria que 
Tsukishima se ensuciara las manos. Tsukishima le dice que se vaya a casa pero Shishigawara se niega por el respeto que le tiene, al oír esto Tsukishima decide sacar su separador de páginas de su libro y lo convierte en una espada para pelear, Orihime se sorprende y le pregunta si es una Zanpakuto, Tsukishima le dice que es en realidad su Fullbring llamado "el Libro del Fin", Tsukishima le dice a Orihime que se vaya ya que solo quiere pelear con Shishigawara por haber desobedecido órdenes, pero Orihime se interpone diciendo que no lo hace por salvar a Shishigawara sino por vengar a Ishida por haberlo herido de esa manera. Mientras, Ichigo y Sado se dirigen a la casa de Orihime ya que sienten que este en peligro y van a ayudarla, sado no conocía la dirección de la casa de orihime pero ichigo conoce la dirección y el piso de su apartamento, lo que sugiere que ah estado antes allí con ella.
Orihime intenta utilizar sus poderes cuando Tsukishima se aparta, sin embargo, que aparece detrás de ella y al parecer le da un grave recorte potencial de su el hombro izquierdo, a través de su pecho. Sin embargo, cuando Ichigo y Sado llegan, esta sano y salvo a pesar de estar seguro de que ella había sentido el corte de la espada. Por un momento, ella creía que Tsukishima fue su amiga desde hace tiempo y fue el que le regalo sus hebillas.
Orihime choca en un poste cuando estaba distraída al hablar con Sado. Sado, al oír el ruido, le pregunta si está bien. Ella le dice que ella está bien y se disculpa. Ella le dice que ella está segura de que fue cortada, pero cuando volvió en sí, él y Shishigawara se habían ido y no había ninguna herida. Orihime revela que cuando Ichigo y Sado llegan a la escena pensó por un segundo que Tsukishima era su amigo. Ella dice que ella no lo entiende y que lo confundió con un enemigo, se sentía como si fuera parte de un viejo recuerdo, dejando Sado sorprendido. Orihime le dice que tenga cuidado ya que ella cree que el poder Tsukishima es el miedo. Sado está de acuerdo y le pregunta por dos atacantes como los hombres que la siguieron y le dice sus nombres, aunque por error dice el nombre de Shishigawara como Sushigawara.
Orihime va al hospital a visitar a Uryū después de recibir una llamada de él pidiendo que lo hace. Cuando ella llega, se disculpa por su actitud temeraria última vez que habló y le pide que ahora curar sus heridas, ya que detecta el cambio en Reiatsu de Ichigo. Orihime confirma que ella lo siente también, pero ha decidido dejar que Ichigo se encargue, le informa a Uryū que fue atacada por la misma persona que lo atacó. Ellos discuten las capacidades diferentes que fueron atacados y ella es capaz de informarle de que las habilidades de Tsukishima fueron llamados "Fulbring" como Uryū pensaba que eran sólo una Zanpakutō. De camino a casa, ella se reúne con Sado, que pide que le diga todo sobre Uryū mientras caminan a casa. Ella confirma que, si bien el reiatsu que rodean sus heridas era diferente de todo lo que había visto, ella fue capaz de curarlo bien.
Chad lleva a Orihime al escondite temporal de Xcution y Riruka Dokugamine salta al ver a Orihime, y empieza a hacer preguntas acerca de su capacidad de curación y su relación con ichigo, orihime responde que tienen una relación especial y que en efecto ella está ahí para la formación de Ichigo. Riruka le dice a Orihime que cure a Ichigo ya que sólo obtendrá ser lesionado de nuevo y eso le permita soportar el dolor sin fin que le causa el duro entrenamiento. Orihime le pregunta Riruka si está preocupada por Ichigo, algo que ella niega airadamente. Orihime dice además que si Ichigo necesita su ayuda, ella usará sus poderes para ayudarlo, no importa qué. Riruka le pregunta a orihime qué haría si él está herido más allá de sus habilidades para curar, y Orihime dice que nunca va a permitir eso y lo curará todo, no importa cuán malheridos este. Orihime es visto entrando en la próxima sala Fullbring de Yukio y Kūgo dice que el elemento de curación sería importante.
Como Orihime se presenta, ella se dirige hacia una muy herido Ichigo. Ella corre hacia él y comienza a sanarlo. Después de algún tiempo, Orihime que ha restaurado casi en su totalidad de salud de Ichigo. Kūgo, sin embargo, afirma que ella está tomando demasiado tiempo. Ella le ruega que espere un poco más, pero se niega, pidiendo Ichigo es que está listo. Cuando Ichigo dice que sí, Kūgo él se precipita. Orihime esta dos pasos delante de Ichigo, erigiendo una barrera. Ichigo dice en voz alta pidiendo que se detuviera, mientras que Kūgo se burla de su intento de detener a su Cruz de la Fullbring andamio con su Santen Kesshun. Orihime simplemente le dice que está equivocado Kugo pregunta que a que se refiere cuando golpea la barrera, y es instantáneamente reducido en una explosión de energía. Se cae de nuevo, gruñendo de dolor, Orihime explica que ella uso el Shiten Koshun para bloquear su ataque. Ichigo comienza a cuestionar Orihime en su nueva capacidad. Ella le dice que los diecisiete meses que ichigo estuvo sin sus poderes espirituales, tanto ella como Chad habían entrenado duro. Afirmando que sabía que Ichigo finalmente recuperaría sus poderes, y que ninguno de ellos se quedaría detrás de él. Ichigo dice que entiende, agradece a Orihime y se mueve para combatir con Kūgo.

### Saga de la Guerra Sangrienta de los Mil Años
Orihime hace su debut en esta saga cuando Ichigo está luchando contra los Hollows que atacaron a Yuki Ryūnosuke y Shino, Orihime llega acompañada de Uryū y Yasutora Sado, para ayudarlo en la batalla.
Orihime le da primeros auxilios a un malherido Ryunosuke y lo sana después de la batalla pelea con los hollows. Dos días después, ellos llegan a la casa de Ichigo y Orihime le trae a Ichigo lo que ella llama un pan delicioso, ofreciéndole pan a Yuki y Shino, cuando aparece el arrancar Ebern Asguiaro interrumpiendo en su charla.
Orihime, Sado y Uryū regresan a la casa de Ichigo ya que Nell Tu y Pesche les informan sobre la conquista de la Vandenreich de Hueco Mundo y la captura de varios Arrancar, incluyendo a Dondochakka. El grupo comienzan a discutir sobre el rescate de ellos, después aparece Urahara que se ofrece para ir a Hueco Mundo con ellos. Junto con Ichigo, Sado, Urahara, Nell y Pesche, Orihime viajan a Hueco Mundo. El grupo sale de la Garganta en medio del cielo, Orihime usa Shun Shun Rikka para evitar la caída. Una vez en tierra, se dan cuenta del gran número de cadáveres. Cuando Ichigo va a rescatar a un grupo de Arrancar capturados, Orihime pone en marcha la búsqueda. Mientras Ichigo empieza a gritarle a Nell, Orihime le dice que guarde silencio si no quieren que Wandenreich los detecte. Mientras enfrenta a Quilge Opie, Ichigo lanza a Nelliel Tu Odelschwanck a los brazos de Orihime, diciéndole que cuide de ella. Durante la pelea de Ichigo contra Quilge, se puede ver que Orihime y Chad han rescatado a la derrotada Tercera Fracción, junto con Loly y Menoly, para curar sus heridas con su Sōten Kisshun. Cuando Quilge activa su Quincy: Letzt Stil, Orihime queda extrañada por no sentir ningún tipo de reiatsu o perturbación en el reishi después de que el Quincy liberara su nueva forma el Quincy: Vollständig. Cuando Quilge se prepara para utilizar su ataque Biskiel, absorbe grandes cantidades de reishi en Hueco Mundo, incluido el Santen Kesshun de Orihime, dejándola muy sorprendida.
Cuando el recién invocado Ayon es invocado por la recién sanada Tercera Fracción, Orihime junto con Sado y Nell contemplan como la pelea entre el monstruo y el Quincy, viendo la joven con horror la violencia con la que Ayon ataca a Quilge, llegando a romper su cuello y aplastarlo contra el suelo, así como también ser testigo de este apuñalando a Apacci, mientras comenta con calma que los eliminara a todos.
Luego de que Urahara derrotara a Quilge Opie y mientras Ichigo está en camino a la Sociedad de Almas, Urahara le pide a Chad y a Orihime que busquen en el cuerpo de Quilge un artefacto metálico de menor tamaño. Después, cuando Quilge Opie se vuelve a levantar, aparece Inoue junto a Chad el cual está gravemente herido, después ella aparece en un mensaje enviado por Urahara y platica con Ichigo.
Después de un tiempo, Orihime viaja a través del desierto de Hueco Mundo, hasta llegar a las Ruinas Negal, una vez allí la joven reflexiona sobre cómo estarán Chad y los demás mientras come un bocadillo, antes de llamar a su compañero de viaje, Pero. Quien le hace recordar las palabras de Urahara sobre la función de esta criatura, la cual está allí para alertarlo en caso de que ella se encuentre en problemas, tras esto Orihime comenta cómo a pesar de los peligros que enfrentó en su travesía el nunca apareció. En ese momento Chad le saluda desde la entrada de las ruinas, y le comenta que ya todos han llegado.
Orihime aparece junto con Sado a través de una garganta para proteger a Ichigo del ataque de Uryū, usando un escudo (Santen Kesshun). Cuando finalmente Ishida desaparece ante los ojos de sus amigos, Orihime, Ichigo y Sado son arrojados y golpeados debido al impacto, Inoue piensa que Ishida es asombroso pero finalmente piensa y se corrige para decir que el jefe de los Quincy es asombroso y se percata de la tristeza de Ichigo por lo que ella también se entristece entonces Sado lo levanta y lo arroja hacia uno de los edificios de la Seretei dejando sorprendidos a Orihime e Ichigo y Sado le da ánimos a Ichigo entonces Orihime se alegra al ver a Ichigo alegre y decidido a traer a Ishida a su lado.
Orihime llega con sus demás compañeros al Palacio del Rey; al ver el cuerpo destrozado de Ichibē Hyōsube ella queda muy sorprendida y decide usar su poder para tratar de recomponer el cuerpo del Shinigami pero gracias a la habilidad de Ichibē este vuelve a la vida, luego de que Ichibē pidiera a Ichigo proteger al rey, Orihime decide junto con sus demás compañeros dirigirse al lugar donde habita el rey para protegerlo junto con Ichigo.
Luego que Yhwach tuviera una breve confrontación con Ichigo entonces Yoruichi detiene a Yhwach y le pide a Orihime que use sus poderes y que reviva al Rey Espíritu sin embargo esto no funciona dejando sorprendida a Orihime y provocando la alegría de Yhwach al ver que no tuvo efecto los poderes de una simple humana.
Luego que Orihime, Sado e Ichigo lograran dejar a Yoruichi enfrentarse a Askin, ellos finalmente llegan a un lugar donde se econtrarian con un viejo amigo, Uryu Ishida, este les comenta su plan para destruir el castillo de Yhwach sin embargo Jugram interviene (quien por cierto antes de que ellos llegaran ya había tenido una pequeña discusión con Uryu sobre su lealtad hacia el Wandenreich) Jugram le comenta a Uryu que lo vio todo y entonces Uryu decide enfrentarse a Jugram dejando a sus amigos que continúen su camino hacia la batalla final, donde Orihime derrama unas cuantas lagrimillas y comenta que está muy feliz porque Uryu es el mismo Uryu que ella conoció en el Instituto.
Ichigo y sus amigos van en camino a enfrentarlo, finalmente Ichigo llega junto con Orihime, Yhwach comienza a hablar y hablar sobre el origen de Ichigo y de que él es su verdadero padre y no Isshin Kurosaki por lo que Ichigo se molesta y le recrimina que por su culpa, murió alguien que el tanto amaba su madre Masaki Kurosaki entonces Ichigo lo ataca con todo su poder pero nada puede hacer ya que Yhwach lo bloquea y lo contrataca sin embargo Orihime logra detener dicho ataque con la ayuda de sus habilidades en tanto Ichigo logra acercarse cara a cara contra Yhwah y este le comenta que la muerte de Masaki era necesaria y que ella habría sentido un honor haber muerto provocando y generando más el enojo de Kurosaki que no dudo en atacarlo pero Yhwach logró bloquearlo de nuevo y mandarlo a volar en tanto Yhwach se levanta de su trono comentando que es hora de ponerle fin a esta batalla.
Finalmente Yhwach se levante de su trono y no hace otra cosa que provocar el enojo de Ichigo en tanto Ichigo si atacándolo a pesar de que Yhwach le dice que no lo haga en tanto también Orihime sigue protegiendo a Kurosaki, luego de tantos ataques Ichigo finalmente revela cual era su real objetivo mostrar parte de su poder en una nueva transformación que consistía mezclar sus poderes Shinigami, Quincy y el poder también de su Hollow interno, dejando sorprendidos a Orihime e Yhwach, finalmente Ichigo le da con todo su poder a Ywach pero este lo subestima sin embargo cuando ve un nuevo poder queda completamente sorprendido y finalmente Ichigo se transforma en el Gran Rey cero. Luego esta está muy herida al igual que Ichigo, y en ese momento cuando Ywach está desapareciendo por el portal llegan Rukia y Renji a atenderlos, Orihime se disculpa con Ichigo porque por su culpa el no podrá seguir luchando ya que no puede restaurar la espada de Ichigo, luego para sorpresa de todos Ichigo es atravesado por Tsukihisma entregándole el resto de sus poderes que le había robado y le dice a Orihime que intente otra vez su poder sobre la espada de Ichigo pudiendo restaurarla otra vez, esta se queda con Rukia y los demás mientras que Ichigo y Renji se dirigen a pelear contra Ywach.

## Poderes
Los poderes de Orihime consisten principalmente en la liberación de seis criaturas conocidas como Shun Shun Rikka (盾舜六花 Las seis flores de Hibiscus?). Estas criaturas residen dentro de Orihime y son capaces de hablarle. A través de varias combinaciones de las seis criaturas, Orihime es capaz de curar, atacar y defender. Las emociones de Orihime también afectan directamente en sus poderes. Mientras Orihime se siente triste y duda de sus poderes, estos se vuelven más débiles. Mientras tanto, la convicción y la decisión hace que sus poderes no flaqueen. En la parte más avanzada de la serie, se conoce que los poderes de curación de Orihime son en realidad un medio por el que ella puede negar cualquier suceso, Ulquiorra Cifer describe dichos poderes como algún tipo de "regresión temporal" o "modificación del espacio" pero es corregido por Sōsuke Aizen, quien afirma que este poder es "el medio por el cual la voluntad de Orihime puede negar cualquier evento predestinado, incluso la muerte y que, de ese modo, puede violar el campo de actuación de Dios", este poder se llama rechazo de los eventos, cabe resaltar que estas criaturas son, en realidad, los broches que le regalo su hermano.
La primera vez que los poderes de Orihime se manifiestan es cuando trata de proteger a Tatsuki Arisswa, su mejor amiga, del control de un hollow. Para ir a la Sociedad de Almas junto con Ichigo, Orihime es entrenada por Yoruichi Shihouin, con quien aprende a controlar a la perfección sus poderes. Después de la derrota de los Bount, Orihime entrena junto Rukia Kuchiki. Curiosamente, los poderes de Orihime se parecen a las de un Visored, Hachigen Ushōda.
Las criaturas que puede liberar Orihime, son la manifestación de su espíritu, cada uno con una única personalidad y apariencia, y sus nombres son las de un flor en el idioma japonés.
- Ayame (あやめ?) Seiyū: Tomoe Sakuragawa

doblaje mexicano:  Isabel Romo
Su nombre significa Iris, una planta. Ayame es un espíritu femenino que usa un largo vestido. Junto con Shun'ō son capaces de curar heridas.
- Baigon (梅巌?) Seiyū: Kiyoyuki Yanada

doblaje mexicano:  José Luis Orozco
Su nombre significa Albaricoque japonés. Baigon es una espíritu masculino que usa una máscara, el cual cubre su rostro. Es capaz de defender junto con Hinagiku y Lily.
- Hinagiku (火無菊?) Seiyū: Daisuke Kishio

doblaje mexicano:  Ernesto Lezama
Es una espíritu masculino. Es capaz de defender junto con Baigon y Lily. Su nombre significa margarita.
- Lily (リリィ?) Seiyū: Rie Kugimiya

Es una espíritu femenino con largo cabello de color rosado. Es capaz de defender junto con Hinagiku y Baigon. Su nombre significa lirio.
- Shun'ō (舜桜?) Seiyū: Junko Noda

doblaje mexicano:  Javier Olguín
Es un espíritu masculino (masculino en el Anime) de carácter muy amable. Junto con Tsubaki son los espíritus que más hablan con Orihime. Su nombre significa cerezo.
- Tsubaki (椿鬼?) Seiyū: Toshiyuki Morikawa

doblaje mexicano:  Jorge Ornelas
Su nombre significa Camelia. Es un espíritu masculino. Tiene una personalidad muy ruda pero a la vez es muy amable. Es el único espíritu de Shun Shun Rikka que puede atacar directamente. El enfurecimiento y el instinto asesino, hace que Tsubaki se vuelva más fuerte. Sin embargo, la personalidad bondadosa de Orihime y su falta de instinto asesino, limita en gran parte su poder y hasta en algunas veces incluso Tsubaki es seriamente lastimado.

### Técnicas
Las técnicas que maneja Orihime consisten en manipular el Shun Shun Rikka de diversas formas. Para ejecutar alguna técnica, se debe primero pronunciar una frase específica, aunque después de haber entrenado lo suficiente, Orihime es capaz de utilizar sus técnicas sin la necesidad de pronunciar frase alguna. En las frases siempre va primero el nombre de las criaturas que van a ejecutar la técnica. Después viene el nombre de la técnica y al final se la frase yo rechazo (私は拒絶する, watashi wa kyozetsu suru).
- Santen Kesshun (三天結盾?) es la técnica defensiva de Orihime. Esta técnica utiliza a Hinagiku, Lily y Baigon en un escudo de protección, crea un escudo entre orihime y el enemigo, el cual es capaz repeler ataques por parte de los enemigos. El escudo puede formar un triángulo o un triángulo invertido. Esta es la técnica en la que orihime ha mostrado mayor dominio, siendo capaz de proyectarlo para proteger a otros que se encuentren lejos e incluso utilizarlo como red de aterrizaje.
- Sōten Kisshun (双天帰盾?) es la técnica de curación de Orihime y es la más usada. Esta técnica hace que Ayame y Shun'ō crean una barrera circular alrededor de la persona u objeto que Orihime desea curar o restablecer. La barrera rechaza los eventos negativos que ya han ocurrido, es decir, revierte el tiempo y el espacio del área y lo devuelve a su estado original. Con esta técnica, Orihime es capaz también de resucitar a los muertos. Mientras mayor esté dañada la persona y/o objeto que Orihime quiere curar, mayor es el tiempo y fuerza espiritual que Orihime debe gastar. aizen explicó que sus poderes más que revertir el tiempo y el espacio, son capaces de rechazar los eventos negativos destinados a suceder, permitiéndole a la chica incurrir en los mandatos divinos.
- Koten Zanshun (孤天斬盾?) es la técnica ofensiva de Orihime. Esta técnica convoca a Tsubaki, quien crea una barrera y luego se lanza contra el enemigo, cortándolo a la mitad, como si fuera una espada. Sin embargo la personalidad bondadosa de Orihime y su falta de instinto asesino, hace que sea un ataque débil debido a eso esta es una técnica muy poca veces usada por Orihime.
- Shiten Koushun (四天抗盾?) Escudo de los Cuatro Cielos: Repelación: Es la nueva forma defensiva y ofensiva de Orihime. Esta técnica es similar al Santen Kesshun pero tiene la diferencia de que al repeler los ataques enemigos hace que el ataque se repele como si se tratara de una explosión ya sea proporcionado a corta, media o larga distancia, y también hace que el ataque enemigo se regrese logrando herir al enemigo con su propia técnica. Esta técnica fue usada por primera vez contra Kugo Ginjo el cual nombró esta técnica como un escudo "espejo". Actualmente se desconoce el poder con el cual pueda repeler el ataque.

## Apariciones en otros medios
Su personaje ha ganado fama adicional incluso entre los no fanáticos gracias a una animación corta de Orihime girando un puerro (específicamente un negi o cebolla galesa) hecha para "Ievan Polkka". Conocida como la Chica Loituma, los cinco frames usados en la caricatura flash fueron tomados del segundo episodio del anime. Orihime aparece en Bleach: Memories of Nobody y en Bleach: The DiamondDust Rebellion, aunque en un rol menor. Ella también aparece en los juegos de vídeo de Bleach, tales como Heat the Soul como un personaje jugable. Orihime también protagoniza junto a Rukia Kuchiki en Bleach Beat Collection Season 2 con la canción en solitario "La La La" y la canción en dúo "Holy Figh."
También esta el curioso parecido de ella y de Tatsuki (Su mejor amiga) con las integrantes de la banda t.A.T.u